# Svatý synod
Svatý synod Ruské pravoslavné církve (rusky Священный синод Русской православной церкви / Svjaššennyj sinod ruskoj pravoslavnoj cerkvi) podle stanov církve slouží jako nejvyšší správní orgán Ruské pravoslavné církve v obdobích mezi Biskupskými radami.

## Členové
- Kirill – patriarcha moskevský a celého Ruska, předseda

### Stálí členové
podle katedry
- Onufrij (Berezovskij) – metropolita kyjevský a celé Ukrajiny
- Pavel (Ponomarjov) – metropolita krutický a kolomenský
- Varsonofij (Sudakov) – metropolita petrohradský a ladožský
- Venijamin (Tupeka) – metropolita minský a slucký, patriarchální exarcha celého Běloruska
- Vladimir (Cantarean) – metropolita kišiněvský a celého Moldavska
- Alexandr (Mogiljov) – metropolita astanský a kazachstánský
- Vikentij (Morar) – metropolita středoasijský

ex officio
- Grigorij (Petrov) – metropolita voskresenský, první vikář patriarchy moskevského a celé Rusi, správce záležitostí Moskevského patriarchátu a sekretář Synodu
- Antonij (Sevrjuk) – metropolita volokolamský, vikář patriarchy moskevského a celé Rusi a předseda Oddělení vnějších církevních vztahů Moskevského patriarchátu
- Nikandr (Pilišin) - biskup naro-fominský a vikář patriarchy moskevského a celé Rusi a předseda finanční a hospodářské správy Moskevského patriarchátu

### Dočasní členové
Účastníci letní sezóny (březen až srpen 2024)
- Serafim (Kuzminov) – biskup beljovský a alexinský
- Varnava (Baranov) – biskup vyborgský a priozerský
- Feodor (Belkov) – biskup alatyrský a porecký
- Roman (Korněv) – biskup rubcovský a alejský
- Pavel (Grigorjev) – biskup jejský a timašjovský